# Luigi Scaccianoce
Luigi Scaccianoce (* 12. Juli 1914 in Venedig, Italien; † 18. Oktober 1981 in Rom) war ein italienischer Filmarchitekt.

## Leben und Wirken
Scaccianoce begann in den frühen 1930er Jahren ein Architekturstudium in seiner Heimatstadt Venedig. Anschließend ging er nah Rom, um sich am Centro Sperimentale di Cinematografia fortzubilden. Seine ersten filmischen Aufgaben bestanden in der Assistent für diverse Szenenbildner. Kurz vor Ende des Zweiten Weltkriegs startete Scaccianoce seine Tätigkeit als Chefarchitekt.
Scaccianoces frühen Leistungen umfassen vor allem Historien- und Opernfilme, er gestaltete aber auch die Designs für mehrere Melodramen und Kriegsdramen. Luigi Scaccianoce arbeitete schon frühzeitig mit internationalen Regisseuren zusammen, darunter der Österreicher Max Neufeld, die Deutschen John Brahm und Wilhelm Dieterle sowie die US-Amerikaner Joseph Losey und Orson Welles. In späteren Jahren kooperierte Luigi Scaccianoce primär mit den wichtigsten Erneuerern des italienischen Kino wie Roberto Rossellini (Der furchtlose Rebell), Alberto Lattuada (Die Steppe) und Federico Fellini (Fellinis Satyricon). Seine wegweisendsten Designs lieferte Scaccianoce hingegen in den 60er Jahren für die Inszenierungen Pier Paolo Pasolinis: Große Vögel, kleine Vögel, Edipo Re – Bett der Gewalt und bereits 1964 Das 1. Evangelium – Matthäus. Die Filmbauten zur letztgenannten Pasolini-Regie brachte Scaccianoce 1967 eine Oscarnominierung ein. „Vor allem seine Arbeiten für Pasolini und Fellini bewiesen Scaccianoces große Kunstfertigkeit und seine gestalterische Kraft bei der Umsetzung von Imaginationen und Phantasien in plastische Räume.“

## Filmografie
| - 1944: La buona fortuna - 1946: La gondola del diavolo - 1946: Il tiranno di Padova - 1947: Lohengrin - 1947: Il fabbro del convento - 1950: Der Dieb von Venedig (Il ladro di Venezia) - 1951: Othello - 1951: Engel oder Sünderin (Le due verità) - 1952: I misteri di Venezia - 1953: Noi cannibali - 1954: Dein ist mein Herz (Sinfonia d’amore) - 1954: Geliebte Tram (Hanno rubato un tram) - 1955: Höllenfahrt nach Tobruk (Il prezzo della gloria) - 1955: Der Rommelschatz (Il tesoro di Rommel) - 1956: Der Narr und die Tänzerin (I girovaghi) - 1958: Marietto, Camilla und der liebe Gott (Marietto, la ballerina e il padreterno) - 1959: Der Rebell von Samara (Dubrovsky) - 1960: Adua und ihre Gefährtinnen (Adua e le compagne) - 1961: Der furchtlose Rebell (Vanina Vanini) - 1961: Die Steppe (La steppa) - 1961: Hörig (Senilità) - 1962: Eva - 1962: Das Mädchen aus Parma (La parmigiana) - 1963: In Ketten zum Schafott (Il fornaretto di Venezia) - 1963: Verrückte Seefahrt (Mare matto) - 1963: Die Gleichgültigen (Gli indifferenti) - 1964: Der Ehekandidat (La visita) - 1964: Das 1. Evangelium – Matthäus (Il Vangelo secondo Matteo) - 1964: El Greco - 1964: Das ausgeliehene Mädchen (La ragazza in prestito) | - 1965: Genosse Don Camillo (Il compagno Don Camillo) - 1965: Break-Up (Oggi, domani, dopodomani) - 1966: Große Vögel, kleine Vögel (Uccellacci e uccellini) - 1966: Siebzehn Jahr, blondes Haar - 1966: Django, der Rächer (Texas addio) - 1966: Mach mich kalt, ich friere (Fai in fredda ad uccidermi...ho freddo!) - 1966: Unser Boß ist eine Dame (Operazione San Gennaro) - 1967: Edipo Re – Bett der Gewalt (Edipo re) - 1967: Lieber eine junge Witwe (Meglio vedova) - 1968: Schlacht um Anzio (Lo sbarco di Anzio) - 1968: Der Bastard (I bastardi) - 1968: In den Adern heißes Blut (Un estato in quattro) - 1969: Fellinis Satyricon (Fellini – Satyricon) - 1969: L’invasion - 1969: Contestazione generale - 1970: Des Lebens Herrlichkeit (Anonimo veneziano) - 1971: Abend ohne Alibi (In nome del popolo italiano) - 1972: Boccaccio (Boccaccio) - 1972: Ein kurzer Urlaub (Una breve vacanza) - 1973: Die Reise nach Palermo (Il viaggio) - 1974: Cari genitori - 1975: Werkzeug der Mächtigen (Gente di respetto) - 1975: Das Erbe Ferramonti (L’eredita Ferramonti) - 1977: Das rote Zimmer (La stanza del vescovo) - 1977: Bleib wie du bist (Così come sei) - 1978: Das gefährliche Spielzeug (Il giocattolo) - 1978: Vergiß Venedig (Dimenticare Venezia) - 1979: Der eingebildete Kranke (Il malato immaginario) - 1980: Noch ein Käfig voller Narren (La Cage aux Folles II) - 1981: Vampirismus (Fernsehfilm) |